# Louis Chabanacy de Marnas
Louis-François-Gabriel-Ange Chabanacy de Marnas (Villefranche-sur-Mer, 20 maart 1809 - Parijs, 6 februari 1874) was een Frans jurist en politicus ten tijde van het Tweede Franse Keizerrijk.

## Biografie
Louis Chabanacy de Marnas was procureur-generaal bij het Keizerlijke hof van Lyon. Op 18 november 1867 werd Chabanacy de Marnas door keizer Napoleon III benoemd tot senator. Hij zou in de Senaat blijven zetelen tot de afkondiging van de Derde Franse Republiek op 4 september 1870.
Chabanacy de Marnas werd onderscheiden met het grootkruis in de Russische Orde van Sint-Stanislas.
- Bibliothèque nationale de France: cb10730780d (data)
- International Standard Name Identifier: 0000 0004 0009 8554
- Base Léonore: LH//463/39
- Système universitaire de documentation: 166513512
- Virtual International Authority File: 295929128